# Clarac (Haute-Garonne)
Clarac település Franciaországban, Haute-Garonne megyében. Lakosainak száma 676 fő (2022. január 1.). Clarac Bordes-de-Rivière, Le Cuing, Pointis-de-Rivière és Ponlat-Taillebourg községekkel határos.

## Népesség
A település népességének változása:
| Lakosok száma | 167  | 255  | 452  | 557  | 594  | 612  | 630  | 658  | 668  | 676  |
|               | 1968 | 1982 | 1990 | 2006 | 2013 | 2015 | 2017 | 2019 | 2020 | 2022 |